# Łowcy głów (powieść)
Łowcy głów (norw. Hodejegerne) – powieść kryminalna norweskiego pisarza Jo Nesbø, opublikowana w 2008 r. Pierwsze polskie wydanie ukazało się w 2011 nakładem Wydawnictwa Dolnośląskiego, w tłumaczeniu Iwony Zimnickiej.

## Ekranizacja
- Łowcy głów (film)